# الیزوندو (ناوار)
الیزوندو (به اسپانیایی: Elizondo) یک منطقه مسکونی در اسپانیا است که در Baztan واقع شده‌است. الیزوندو ۳٬۵۶۳ نفر جمعیت دارد و ۲۰۰ متر بالاتر از سطح دریا واقع شده‌است.